# Rep, Slovenska Bistrica
Rep je naselje v Občini Slovenska Bistrica.